# تحليل المضمون

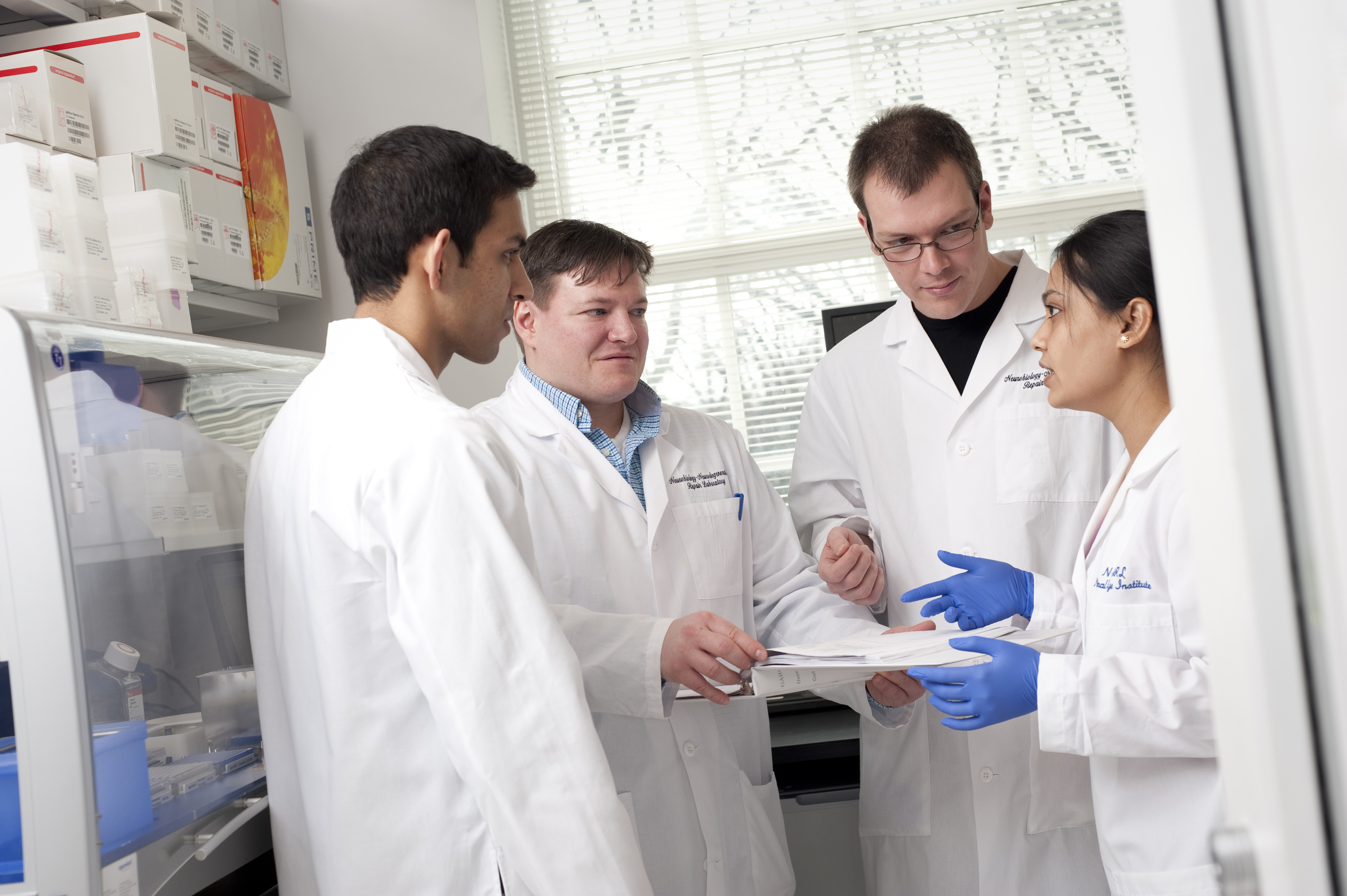

تحليل المضمون (بالإنجليزية: Content Analysis)‏ إذا أراد باحث الوقوف على محتوى الاتصال، أو أراد دراسة ثقافة مجتمع، أو إجراء دراسة تحليلية لعملية التفاعل الاجتماعي، فإنه يستخدم تحليل المضمون. وتحليل المضمون هو أسلوب أو أداة يستخدمها الباحث ضمن أساليب وأدوات أخرى، في إطار منهج متكامل، هو منهج «الحصر» في الدراسات الإعلامية.

## تعريفات تحليل المضمون
لتحليل المضمون تعريفات متعددة منها:
- محاولة الوصول إلى وصف سببي للمضمون، من أجل الكشف، موضوعياً، عن طبيعة المثيرات وعمقها النسبي.
- يسعى تحليل المضمون إلى تحديد المعاني التي ينطوي عليها نسق الاتصال بطريقة منطقية وكمية.
- يُشير تحليل المضمون إلى الوصف الكمي الموضوعي لأي سلوك مؤثر.
- أسلوب للبحث يستهدف الوصف الكمي الموضوعي المنظم للمحتوى الظاهر للاتصال.

## خصائص تحليل المضمون
من التعريفات السابقة، والتراث العلمي، تتضح الخصائص التالية:
- أسلوب أو طريقة للبحث، تُستخدم مع غيرها من الأدوات.
- يستهدف تحليل المضمون توضيح الدوافع والأهداف التي يرمي إليها الكاتب أو المتحدث، ومعرفة مدى تأثير محتوى مادة الاتصال في أفكار الناس واتجاهاتهم.
- يقوم تحليل المضمون على أساس مسلمة مؤداها أن لكل إنسان بصمة فكرية تميز شخصيته وتكشف عن هويته، أي أنه من الممكن اعتبار السلوك اللغوي للإنسان شفوياً كان أم تحريرياً هو أدق تعبير عن هويته وميوله واتجاهاته.
- يسعى تحليل المضمون إلى وصف المضمون الصريح أو المحتوى الظاهر للمادة الإعلامية.
- لا يقتصر تحليل المضمون على المحتوى فقط، وإنما يشمل الجوانب الشكلية كذلك.
- يتميز تحليل المضمون بالموضوعية، ويخضع للمتطلبات المنهجية.
- يستخدم تحليل المضمون في مجالات بحثية متنوعة، كالإعلام، وعلم النفس، والتربية.
- يقدم تحليل المضمون للقارئ وصفاً موضوعياً منظماً وكمياً للمحتوى الذي أخضعه الباحث للدراسة.

## محتوى تحليل المضمون
هناك محاولات متعددة يُستخدم فيها تحليل المضمون، كما سبق الإشارة لذلك. وهناك مادة بحثية يستخدمها الباحثون، منها تحليل الشعارات التي تُستخدم في المناسبات المختلفة، وتحليل التمثيليات والأفلام والجرائد التي عالجت موضوعاً أو مدة زمنية معينة، وتحليل دعاية الأعداء وشخصية الكاتب، وتحليل النكتة والأدب الشعبي، وبرامج الإذاعة والتليفزيون، وتحليل القيم التي تتضمنها المواد الأدبية.

## استخدامات تحليل المضمون

### دراسة التفاعل الاجتماعي
يُستخدم تحليل المضمون في دراسة عملية التفاعل الاجتماعي داخل الأنساق الاجتماعية الصغيرة، كالجماعات، والكشف عن اتجاه هذا التفاعل. يقوم الملاحظون بطريقة غير مباشرة بتسجيل التصرفات والأفعال التي تصدر عن الأفراد، ثم تحليلها للوصول إلى أنماط التفاعل في الجماعات الصغيرة، مما يساعد على الكشف عن طبيعة بناء هذه الجماعات ودينامياتها.

### الدراسات العلاجية
استخدم تحليل المضمون في دراسة التفاعلات الدائرة في العمليات العلاجية في مجال الخدمة الاجتماعية والطب النفسي. وكان الهدف من هذه الدراسات هو الوقوف على العوامل المؤثرة في العلاقة بين المعالج والعميل، حيث لوحظ أن هذه العلاقة تتغير في مضمونها الأساسي خلال الزمن وباختلاف طرق العلاج. كما طُبقت طريقة تحليل المضمون في اليابان على الخطابات المتبادلة بين بعض الأفراد الذين يطلبون المشورة في مشكلات الحياة من الأبواب المخصصة لذلك في الجرائد والمجلات، للكشف عن نوعية هذه المشكلات.

### دراسة القيم
يُستخدم تحليل المضمون في دراسة القيم دراسة علمية كمية. فقد قام «رالف وايت» عالم النفس الاجتماعي، بتحليل مضمون كتاب «الولد الأسود»، بقصد تأكيد إمكانية دراسة القيم علمياً، وتوضيح طبيعة ومدى تحليل المضمون بصفته أسلوباً في البحث العلمي، وقام بتحديد فئات القيم التي صنفها بين فيزيقية واجتماعية وعلمية ومعرفية... إلخ. ثم وضع رموزاً تُشير إلى كل قيمة من القيم، ثم بوَّب هذه الرموز في جداول رقمية، بقصد تفسير كل نتيجة رقمية في ضوء الصورة الشاملة.

### دراسة الحالة السيكولوجية للقائم بعملية الاتصال
وذلك من خلال تحليل مضمون أنواع الاتصال التي يقوم بها الأفراد، كالخطابات وسير الحياة، وما يقدمه المحررون في الجرائد ومعدو برامج الإذاعة والتليفزيون، بوصفها مشيراً إلى دوافعهم وبواعثهم.

### دراسة بعض الملامح الثقافية للمجتمعات الإنسانية
استخدم تحليل المضمون في الكشف عن بعض سمات الطابع القومي للمجتمع، مثل الدراسة الذائعة الصيت للسيد عويس، التي تناولت ملامح المجتمع المصري المعاصر، من خلال ظاهرة إرسال الرسائل إلى ضريح الإمام الشافعي، وتحليل مضمونها كماً وكيفاً.

### دراسة وسائل الاتصال الجمعي
بقصد الوقوف على مضمونها وما تحويه، وما تشتمل عليه من أهداف. وقد كان هذا النوع من الدراسة أكثر جذباً لانتباه عدد كبير من المشتغلين بالرأي العام ووسائل الاتصال الجماهيري.

### دراسات سوسيولوجيا الأدب
ازداد استخدام تحليل المضمون لدراسة الظاهرة الأدبية دراسة تحليلية اجتماعية، بقصد توضيح مواكبة الأدب لظواهر الحياة الاجتماعية والقضايا الجماهيرية، وقد تمخض ذلك عن محاولة تطوير الأساليب الفنية المستخدمة في البحث الاجتماعي لدراسة الأعمال الأدبية، وقد أتاح ذلك فرصة لأن يغزو تحليل المضمون هذا المجال، وحقق نتائج مهمة وإيجابية.

## وحدات تحليل المضمون
يمكن أن نحصر وحدات تحليل المضمون في خمسة أنواع، على النحو التالي:

### وحدة الكلمة
الكلمة هي أصغر وحدة تُستخدم في تحليل المضمون، وقد تشير الكلمة إلى معنى رمزي معين، كما قد تتحدد من طريق بعض المصطلحات أو المفاهيم التي تعطيها معنى خاصاً. وعندما تُستخدم الكلمة بصفتها وحدة في تحليل المضمون، فإن الباحث يضع قوائم يُسجل فيها تكرارات ورود كلمات أو فئات مختارة في شأن المادة موضوع التحليل، وتُستخدم الكلمة في التحليل الأدبي والسياسي ومواد الاتصال التعليمي.

### وحدة الموضوع
ويُقصد بها الوقوف على العبارات أو الأفكار الخاصة بمسألة معينة، ويعتبر الموضوع أهم وحدات تحليل المضمون عند دراسة الآثار الناجمة عن الاتصال وتكوين الاتجاهات.

### وحدة الشخصية
ويُقصد بها تحديد نوعية وسمات الشخصية الرئيسية التي ترد في العمل الأدبي بصفة خاصة، وقد تكون الشخصية خيالية، كما قد تكون حقيقية كذلك.

### وحدة المفردة
ويُقصد بها وسيلة الاتصال نفسها، فقد تكون كتاباً أو مقالة أو قصة أو حديثاً إذاعياً أو برنامجاً أو خطاباً، وتُستخدم المفردة وحدة في التحليل إذا كان هناك عدة مفردات.

### وحدة المساحة والزمن
وتتمثل في تقسيم المضمون تقسيمات مادية، سواء بالنسبة لمواد الاتصال المرئية مثل الأعمدة وعدد السطور وعدد الصفحات، أو المسموعة مثل عدد الدقائق التي يستغرقها برنامج معين، أو المرئية المسموعة مثل طول الفيلم ومدة إذاعة برنامج تليفيزيوني.

## فئات التحليل
يعتمد تحليل المضمون في دقته على تصنيف المادة حسب مضمونها، ذلك التصنيف الذي يسهم إسهاماً مهماً في التحليل العلمي من أي نوع. فالتصنيف ـ كما يقول «هوايت هيد» ـ نصف الطريق إلى الحقيقة، ويجب أن تكون الفئات محددة تحديداً واضحاً وجامعاً مانعاً، ما وسع الباحث إلى ذلك سبيلاً. ومن نماذج فئات التحليل (بالإنجليزية: Categories of Analysis)‏ ما يلي:

### فئات ماذا قيل
توجد عدة فئات تندرج تحت ماذا قيل في مادة الاتصال، ولعل أكثر الفئات عمومية في دراسة تحليل المضمون هي فئة موضوع الاتصال، وهي فئة عامة تتعلق بالموضوع الذي تدور حوله مادة الاتصال. ثم فئة اتجاه مضمون الاتصال، وهي تتمثل في تعرُّف وجهات النظر لمنتج مادة الاتصال. ثم فئة المعايير التي تطبق على مضمون الاتصال، وهي تتعلق بالمعايير التي يضعها الباحث للحكم على مادة الاتصال، وعادة ما يلجأ الباحث إلى وضع مقياس كمي يُصنف وفقه الاتجاهات المختلفة.
ثم فئة القيم، وهي تتعلق بالوقوف على القيم التي تتضمنها مادة الاتصال. ثم فئة طرق تحقيق الغايات، وهي تحدد الطرق التي تُستخدم في تحقيق الغايات داخل المضمون. ثم فئة السمات، أي السمات الشخصية للأفراد المذكورين في المادة، كالسن والجنس والمهنة، وبعض الخصائص النفسية... إلخ.
ثم فئة الفاعل، وتتعلق بتحديد الأشخاص الذين يقومون بالأدوار الأساسية في قصة أو رواية. ثم فئة المرجع، ويُقصد بها تحديد الشخص أو الجماعة التي تُساق التعبيرات على لسانها. ثم فئة المكان، وهي تتعلق بتحديد المكان الذي تصدر عنه مادة الاتصال. وأخيرا فئة المخاطبين، أي الجماعات التي توجه إليها مادة الاتصال.

### فئات كيف قيل
وتشتمل على فئات كثيرة، منها فئة شكل أنواع الاتصال، فإذا كان مصدر التحليل كتباً مثلاً، يُصنف شكلها إلى روائية وغير روائية. ثم فئة الشكل الذي يتخذه الموضوع، بقصد الكشف عن شكل العبارات التي ترد في المضمون، وهل تعبر عن حقائق أو أماني. ثم فئة التعبير، ويُطلق عليها الفئة الانفعالية، وتتعلق بقياس مدى الانفعال الذي يظهر في المضمون. وأخيراً فئة الوسيلة، ويُقصد بها الوسيلة التي يتبعها المضمون، كالتقييم أو الاستشهاد بمصادر أخرى.